# Jatropha
Jatropha ist eine Pflanzengattung in der Familie der Wolfsmilchgewächse (Euphorbiaceae). Die bis zu 190 Arten sind fast weltweit in tropischen bis subtropischen Gebieten verbreitet.

## Beschreibung

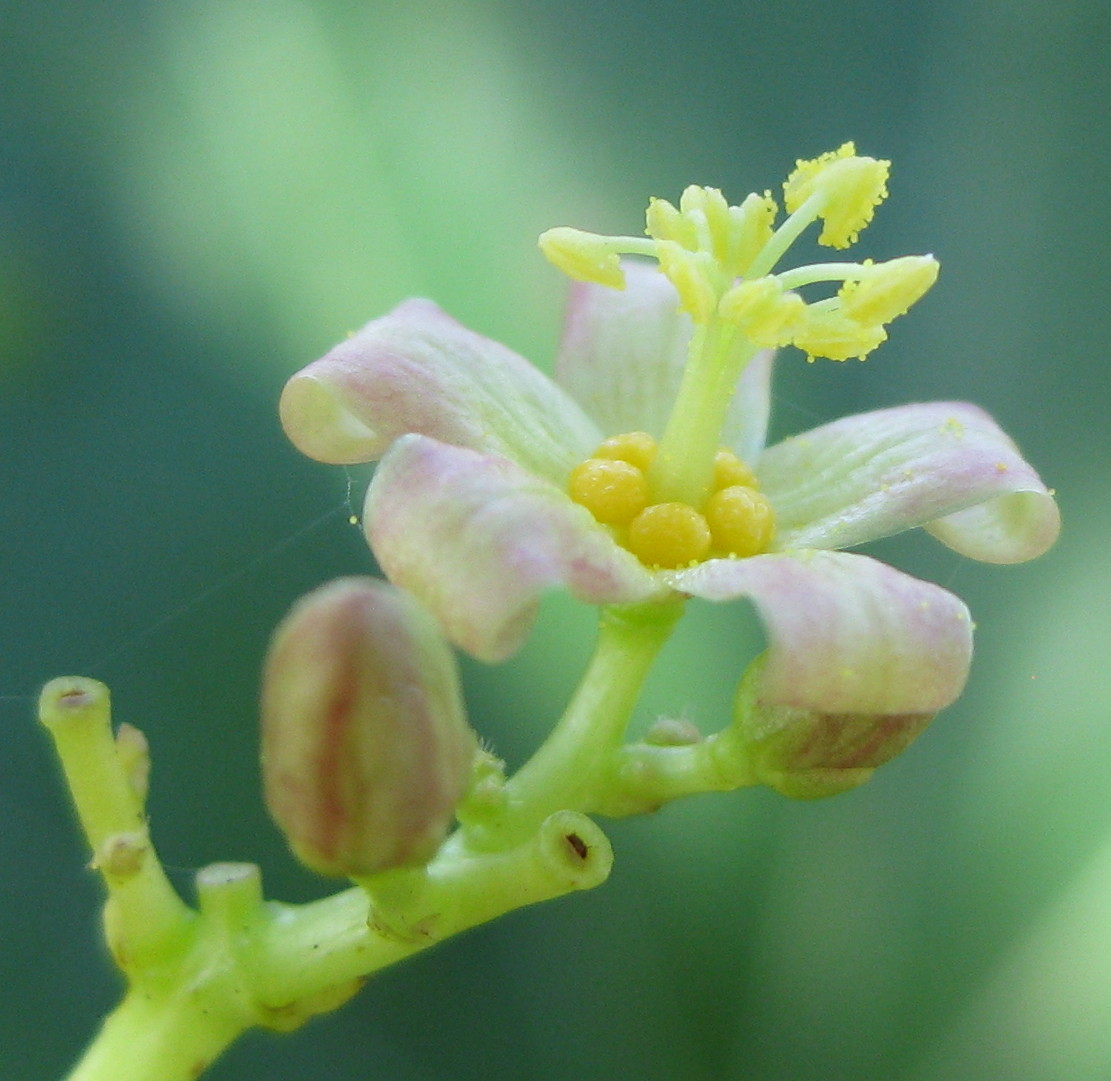
Männliche Blüte von Jatropha macrophylla

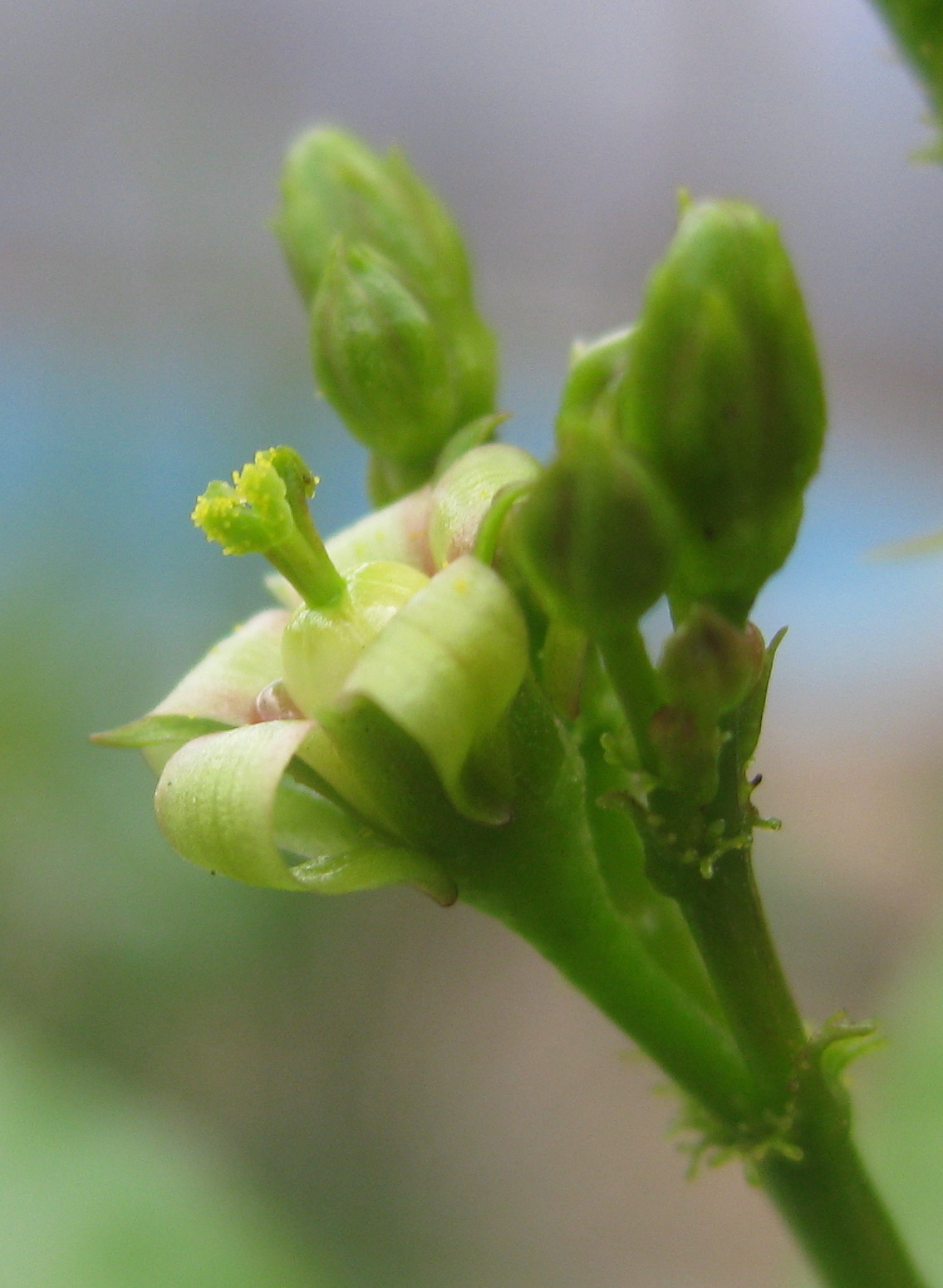
Weibliche Blüte von Jatropha variifolia

Jatropha-Arten sind immergrüne oder laubabwerfende Bäume, Sträucher oder ausdauernde krautige Pflanzen mit oft dicken und knolligen Wurzeln. Ein Drittel bis die Hälfte der etwa 175 Arten ist stamm- oder wurzelsukkulent, ein großer Anteil weiterer Arten ist zumindest xerophytisch. Bei baumförmigen Arten sind die Stämme oft weichholzig und an der Basis angeschwollen. Krautige Arten sind dagegen häufig Geophyten mit nur kurzlebigen Zweigen. Bei fast allen Arten sind Zweige oder Blätter behaart, doch sind die Haare nie brennend. Sie enthalten einen Milchsaft, der bei vielen Arten rötlich ist.
Die wechselständigen und spiralig oder zweizeilig angeordneten Laubblätter sind in Blattstiel und Blattspreite gegliedert. Die Blattspreiten sind einfach und gewöhnlich gelappt. Die Blattränder sind glatt. Die fast immer vorhandenen Nebenblätter sind meist geteilt, bei sukkulenten Arten häufig drüsenhaarig, manchmal auch dornig.
Jatropha-Arten sind meist einhäusig (monözische), selten zweihäusig (diözische), getrenntgeschlechtige Pflanzen. Die end- oder seitenständigen Blütenstände sind gabelig verzweigt und weisen eine besondere Anordnung der Blüten auf: In der Mitte eines Blütenstandes steht endständig eine weibliche Blüte (teils auch einige wenige weibliche Blüten), die von den auf den Verzweigungen stehenden männlichen Blüten umringt wird. Alle Blüten sind mit je fünf Kron- und Kelchblättern ausgestattet. Die Nektardrüsen am Grunde der Blüten können frei stehen oder zu einer ringförmigen Scheibe verschmolzen sein. Männliche Blüten tragen sechs bis zehn Staubblätter in zwei Kreisen. In den weiblichen Blüten sind meist zwei bis drei (bis fünf) Fruchtblätter zu einem oberständigen Fruchtknoten verwachsen gewöhnlich mit drei freien Griffeln mit je einer zweilappigen Narbe. Die Bestäubung erfolgt meist durch Insekten (Entomophilie).
Es entwickeln sich dreilappige Kapselfrüchte, die bei Reife aufplatzen und die Samen mehrere Meter weit schleudern. Die ölhaltigen Samen sind etwa eiförmig und tragen ein Caruncula genanntes Anhängsel.

## Verwechslungsmöglichkeiten
Pflanzen mit Brennhaaren, ähnlich denen der heimischen Brennnesseln (Urtica) und nur einfacher Blütenhülle (ohne Kelchblätter), die früher zu Jatropha gezählt wurden, gehören zur Gattung Cnidoscolus.

## Systematik und Verbreitung
Der Erstveröffentlichung der Gattung Jatropha erfolgte 1753 durch Carl von Linné im Werk Species Plantarum, 2, S. 1006. Ihr von den griechischen Worten für Arzt (Iatros) und Ernährung (Trophe) abgeleiteter botanischer Name Jatropha weist auf die medizinische Nutzung der Samen einiger Arten sowie auf die essbaren Wurzelknollen des früher zu dieser Gattung gestellten Maniok (Manihot esculenta) hin. Für die Jatropha L. gibt es eine Reihe von Synonymen: Adenoropium Pohl, Adenorhopium Rchb., Bromfeldia Neck., Castiglionia Ruiz & Pav., Collenucia Chiov., Curcas Adans., Loureira Cav., Mazinna Spach, Mesandrinia Raf., Mozinna Ortega, Ricinoides Mill., Zimapania Engl. & Pax.
Viele früher in die Gattung Jatropha gestellte Arten werden anderen Gattungen zugeordnet; beispielsweise ist die als „Hyänengift“ bekannte Jatropha globosa Gaertn. jetzt Hyaenanche globosa (Gaertn.) Lamb.
Jatropha-Arten sind weltweit in tropischen bis subtropischen Gebieten verbreitet. Verbreitungsschwerpunkte bilden Asien, der Neotropis und Afrika. In Südafrika kommen etwa 15 Arten vor. Auf Madagaskar ist nur eine Art, Jatropha mahafalensis, heimisch.
Es gibt bis zu 190 Arten:
- Jatropha aceroides (Pax & K.Hoffm.) Hutch.[2]
- Jatropha aethiopica Müll.Arg.[2]
- Jatropha afrotuberosa Radcl.-Sm. & Govaerts[2]
- Jatropha alamanii Müll.Arg.[2]
- Jatropha andrieuxii Müll.Arg.[2]
- Jatropha angustifolia Griseb.[2]
- Jatropha aspleniifolia Pax[2]
- Jatropha atacorensis A.Chev.[2]
- Jatropha augusti Pax & K.Hoffm.[2]
- Jatropha bartlettii Wilbur[2]
- Jatropha baumii Pax[2]
- Jatropha bornmuelleri Pax[2]
- Jatropha botswanica Radcl.-Sm.[2]
- Jatropha breviloba (Morong) Pax & K.Hoffm.[2]
- Jatropha brockmanii Hutch.[2]
- Jatropha bullockii E.J.Lott[2]

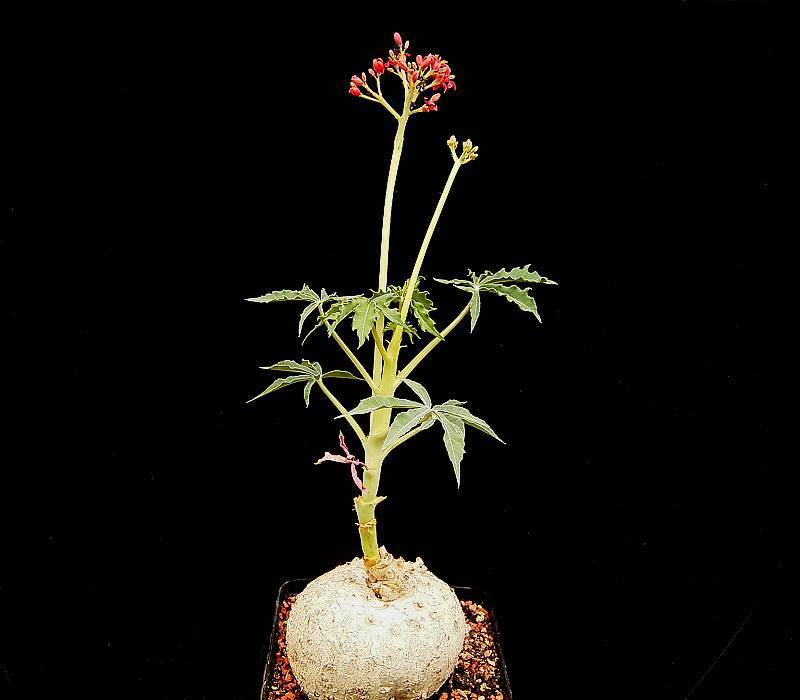
Die stammsukkulente Jatropha cathartica, Habitus mit Laubblättern und Blütenstand

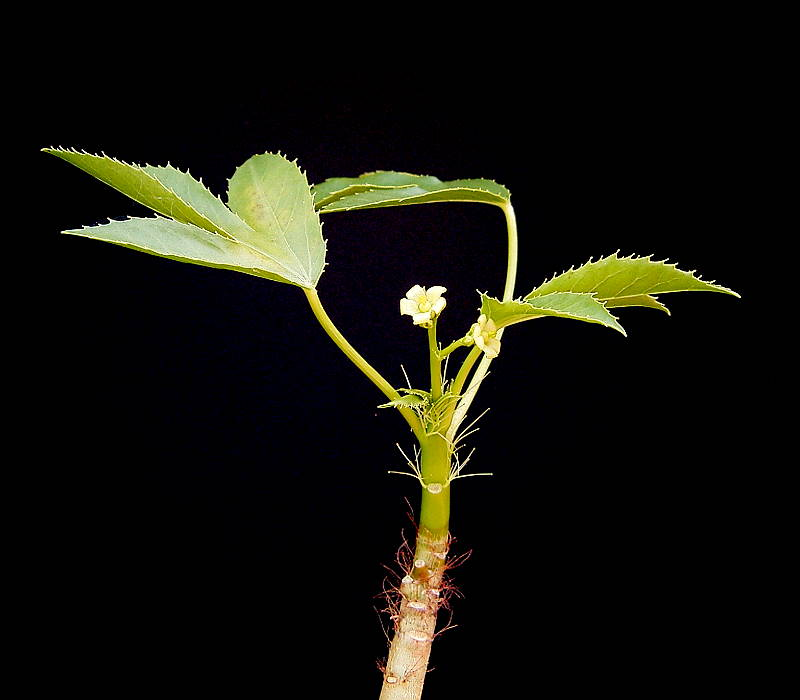
Habitus, Laubblätter und Blütenstand von Jatropha glandulifera

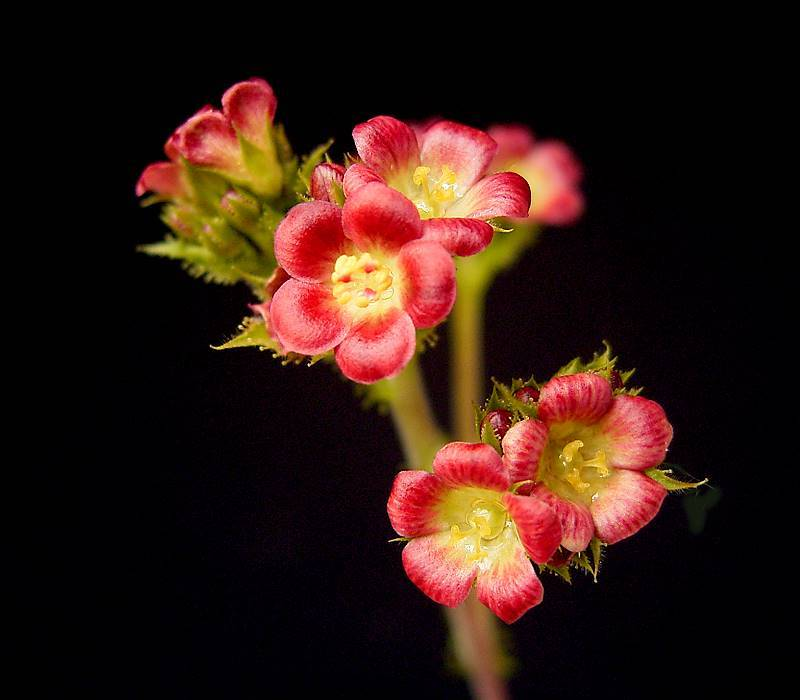
Blütenstand von Jatropha gossypiifolia

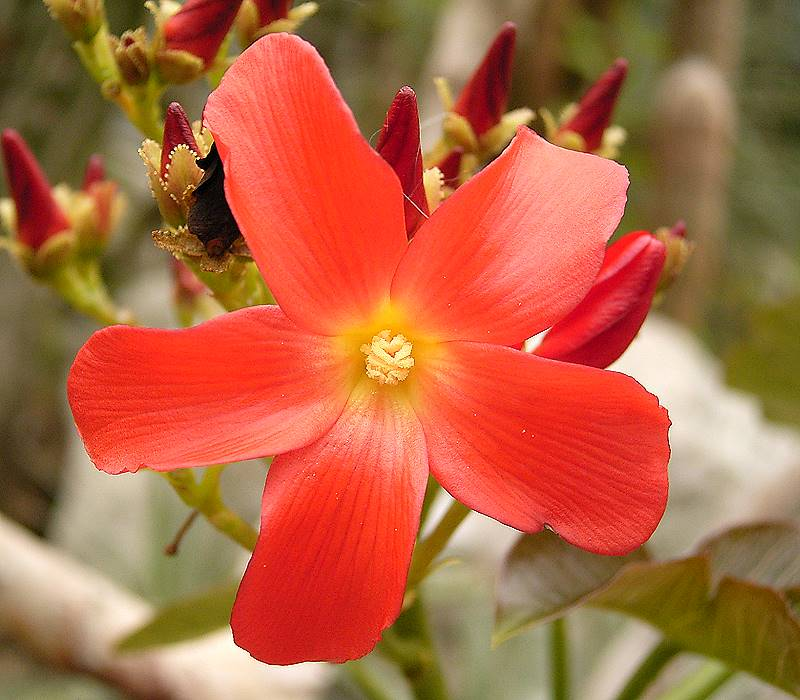
Blüte von Jatropha macrantha

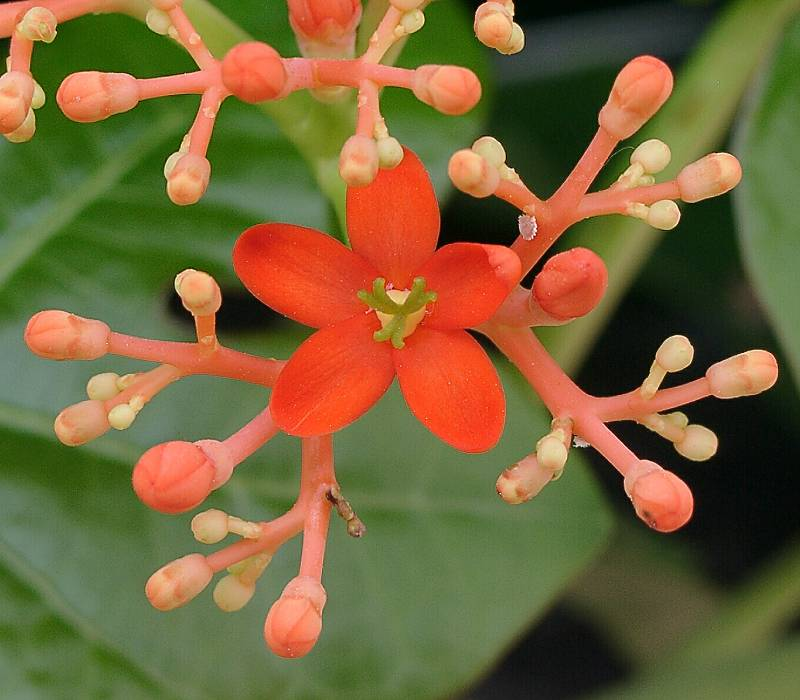
Blütenstand von Jatropha podagrica

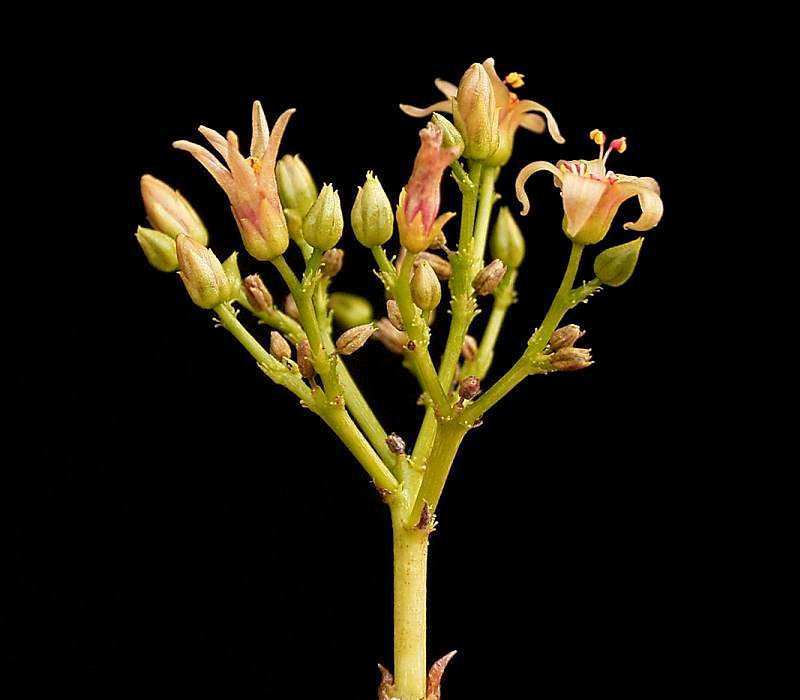
Blütenstand von Jatropha variifolia

- Jatropha calcarea Fern.Casas: Dieser Endemit der Serra de Ramalho im brasilianischen Bundesstaat Bahia wurde 2006 erstbeschrieben.[2]
- Jatropha campestris S.Moore[2]
- Jatropha capensis (L. f.) Sond.: Sie kommt nur in der südafrikanischen Provinz Ostkap vor.[2]
- Jatropha cardiophylla (Torr.) Müll.Arg.[2]
- Jatropha cathartica Terán & Berland.[2]
- Jatropha catingae Ule[2]
- Jatropha ×ceballosii Fern.Casas = Jatropha mollissima × Jatropha ribifolia: Sie wurde 2011 aus dem brasilianischen Bundesstaat Bahia erstbeschrieben.[2]
- Jatropha chacoana Fern.Casas[2]
- Jatropha chamelensis Pérez-Jim.[2]
- Jatropha chevalieri Beille[2]
- Jatropha ciliata Sessé[2]
- Jatropha cinerea (Ortega) Müll.Arg.[2]
- Jatropha clarae-hildae Fern.Casas[2]
- Jatropha clavuligera Müll.Arg.: Es gibt seit 2012 zwei Unterarten:[2]
  - Jatropha clavuligera Müll.Arg. subsp. clavuligera: Sie ist von Bolivien bis Peru verbreitet.[2]
  - Jatropha clavuligera subsp. pedatipartita (Kuntze) Dehgan: Sie wurde 2012 aus dem bolivianischen Santa Cruz erstbeschrieben.[2]
- Jatropha collina Thulin[2]
- Jatropha confusa Hutch.[2]
- Jatropha contrerasii J.Jiménez Ram. & M.Martínez Gordillo[2]
- Jatropha conzattii J.Jiménez Ram.[2]
- Jatropha cordata (Ortega) Müll.Arg.[2]
- Jatropha costaricensis G.L.Webster & Poveda[2]
- Jatropha crinita Müll.Arg.[2]
- Jatropha cuneata Wiggins & Rollins[2]
- Purgiernuss (Jatropha curcas L.)[2]
- Jatropha decipiens M.E.Jones[2]
- Jatropha decumbens Pax & K.Hoffm.[2]
- Jatropha dehganii J.Jiménez Ram.[2]
- Jatropha dhofarica Radcl.-Sm.[2]
- Jatropha dichtar J.F.Macbr.[2]
- Jatropha dioica Sessé[2]
- Jatropha dissecta (Chodat & Hassl.) Pax (Syn.: Jatropha gossypiifolia var. dissecta Chodat & Hassl., Jatropha brachypoda Pax, Jatropha induta (Chodat & Hassl.) Pax, Jatropha transiens (Chodat & Hassl.) Pax)[2]
- Jatropha divaricata Sw.[2]
- Jatropha eglandulosa Pax[2]
- Jatropha elbae J.Jiménez Ram.[2]
- Jatropha ellenbeckii Pax[2]
- Jatropha elliptica (Pohl) Oken[2]
- Jatropha erythropoda Pax & K.Hoffm.[2]
- Jatropha euarguta M.G.Gilbert & Thulin[2]
- Jatropha excisa Griseb.[2]
- Jatropha flavovirens Pax & K.Hoffm.[2]
- Jatropha fortunatoi Fern.Casas[2]
- Jatropha fremontioides Standl.[2]
- Jatropha gallabatensis Schweinf.[2]
- Jatropha galvanii J.JiménezRam. & L.M.Contr.[2]
- Jatropha gaumeri Greenm.[2]
- Jatropha giffordiana Dehgan & G.L.Webster[2]
- Jatropha glandulifera Roxb.[2]
- Jatropha glauca Vahl[2]
- Jatropha gossypiifolia L.: Es gibt drei Varietäten.[2]
- Jatropha grossidentata Pax & K.Hoffm.[2]
- Jatropha guaranitica Speg.[2]
- Jatropha ×hastifolia Fern.Casas = Jatropha mollissima × Jatropha mutabilis: Sie wurde 2003 aus dem brasilianischen Bundesstaat Bahia erstbeschrieben.[2]
- Jatropha hernandiifolia Vent.: Es gibt zwei Varietäten.[2]
- Jatropha heynei N.P.Balakr.[2]
- Jatropha hieronymi Kuntze[2]
- Jatropha hildebrandtii Pax: Es gibt zwei Varietäten.[2]
- Jatropha hintonii Wilbur[2]
- Jatropha hippocastanifolia Croizat[2]
- Jatropha hirsuta Hochst.: Es gibt drei Varietäten.[2]
- Jatropha horizontalis M.G.Gilbert[2]
- Jatropha humboldtiana McVaugh[2]
- Jatropha humifusa Thulin[2]
- Jatropha hypogyna Radcl.-Sm. & Thulin[2]
- Jatropha inaequispina Thulin[2]
- Jatropha integerrima Jacq.[2]
- Jatropha intercedens Pax[2]
- Jatropha intermedia (Chodat & Hassl.) Pax[2]
- Jatropha isabellei Müll.Arg.[2]
- Jatropha jaimejimenezii V.W.Steinm.: Sie wurde 2005 aus dem mexikanischen Bundesstaat Michoacán erstbeschrieben.[2]
- Jatropha kamerunica Pax & K.Hoffm.[2]
- Jatropha krusei J.Jiménez Ram. & Mart.Gordon[2]
- Jatropha lagarinthoides Sond.[2]
- Jatropha latifolia Pax[2]
- Jatropha loristipula Radcl.-Sm.[2]
- Jatropha macrantha Müll.Arg.[2]
- Jatropha macrocarpa Griseb.[2]
- Jatropha macrophylla Pax & K.Hoffm.[2]
- Jatropha macrorhiza Benth.[2]
- Jatropha mahafalensis Jum. & H.Perrier: Sie ist die einzige Jatropha-Art, die auf Madagaskar beheimatet ist.[2]
- Jatropha maheshwarii Subram. & Nayar[2]
- Jatropha malacophylla Standl.[2]
- Jatropha malmeana Pax & K.Hoffm.[2]
- Jatropha marginata Chiov.[2]
- Jatropha marmorata Thulin[2]
- Jatropha martiusii (Pohl) Baill.[2]
- Jatropha matacensis Castell.[2]
- Jatropha mcvaughii Dehgan & G.L.Webster[2]
- Jatropha melanosperma Pax[2]
- Jatropha microdonta Radcl.-Sm.[2]
- Jatropha minor Urb.[2]
- Jatropha mirandana J.Jiménez Ram. & K.Vega: Sie wurde 2011 erstbeschrieben und kommt in den mexikanischen Bundesstaaten Puebla sowie Guerrero vor.[2]
- Jatropha miskatensis Thulin[2]
- Jatropha mollis Pax[2]
- Jatropha mollissima (Pohl) Baill.[2]
- Jatropha monroi S.Moore[2]
- Jatropha moranii Dehgan & G.L.Webster[2]
- Jatropha multifida L.[2]
- Jatropha mutabilis (Pohl) Baill.[2]
- Jatropha nana Dalzell & A.Gibson[2]
- Jatropha natalensis Müll.Arg.[2]
- Jatropha neopauciflora Pax[2]
- Jatropha neriifolia Müll.Arg.[2]
- Jatropha nogalensis Chiov.[2]
- Jatropha nudicaulis Benth.[2]
- Jatropha oaxacana J.Jiménez Ram. & R.Torres[2]
- Jatropha obbiadensis Chiov.[2]
- Jatropha oblanceolata Radcl.-Sm.[2]
- Jatropha orangeana Dinter ex P.G.Mey.[2]
- Jatropha ortegae Standl.[2]
- Jatropha pachypoda Pax[2]
- Jatropha pachyrrhiza Radcl.-Sm.[2]
- Jatropha palmatifida Baker[2]
- Jatropha palmatifolia Ule[2]
- Jatropha paradoxa (Chiov.) Chiov.[2]
- Jatropha pauciflora C.Wright ex Griseb.: Es gibt seit 2012 zwei Unterarten:[2]
  - Jatropha pauciflora subsp. haitensis Dehgan: Sie wurde 2012 aus Haiti erstbeschrieben.[2]
  - Jatropha pauciflora C.Wright ex Griseb. subsp. pauciflora: Sie kommt im zentralen und östlichen Kuba vor.[2]
- Jatropha paxii Croizat[2]
- Jatropha pedatipartita Kuntze[2]
- Jatropha pedersenii Lourteig[2]
- Jatropha peiranoi Lourteig & O’Donnell[2]
- Jatropha pelargoniifolia Courbai[2]
- Jatropha peltata Sessé[2]
- Jatropha pereziae J.Jiménez Ram.[2]
- Jatropha phillipseae Rendle[2]
- Jatropha podagrica Hook.[2]
- Jatropha prunifolia Pax ex Engl.[2]
- Jatropha pseudocurcas Müll.Arg. (Syn.: Jatropha hintonii Wilbur)[2]
- Jatropha puncticulata Pax & K.Hoffm.[2]
- Jatropha purpurea Rose[2]
- Jatropha ribifolia (Pohl) Baill.[2]
- Jatropha riojae Miranda[2]
- Jatropha rivae Pax[2]
- Jatropha robecchii Pax[2]
- Jatropha rosea Radcl.-Sm.[2]
- Jatropha rufescens Brandegee[2]
- Jatropha rumicifolia Fern.Casas[2]
- Jatropha rzedowskii J.Jiménez Ram.[2]
- Jatropha scaposa Radcl.-Sm.[2]
- Jatropha schlechteri Pax[2]
- Jatropha schweinfurthii Pax[2]
- Jatropha seineri Pax[2]
- Jatropha somalensis Pax[2]
- Jatropha sotoi-nunyezii Fern.Casas & E.Martínez: Sie wurde 2008 erstbeschrieben und kommt in den mexikanischen Bundesstaaten Tamaulipas sowie Veracruz vor.[2]
- Jatropha spicata Pax[2]
- Jatropha spinosa Vahl[2]
- Jatropha spinosissima Thulin[2]
- Jatropha standleyi Steyerm.[2]
- Jatropha stephanii J.Jiménez Ram. & M.Martínez Gordillo[2]
- Jatropha stevensii G.L.Webster[2]
- Jatropha stigmatosa Pax & K.Hoffm.[2]
- Jatropha stuhlmannii Pax[2]
- Jatropha subaequiloba Radcl.-Sm.[2]
- Jatropha sympetala S.F.Blake & Standl.[2]
- Jatropha tacumbensis Pax & K.Hoffm.[2]
- Jatropha tanjorensis J.L.Ellis & Saroja[2]
- Jatropha tehuantepecana J.Jiménez Ram. & A.Campos Vilb.[2]
- Jatropha tenuicaulis Thulin[2]
- Jatropha tetracantha Chiov.[2]
- Jatropha thyrsantha Pax & K.Hoffm.[2]
- Jatropha tlalcozotitlanensis J.Jiménez Ram.[2]
- Jatropha trifida Chiov.[2]
- Jatropha tropaeolifolia Pax[2]
- Jatropha tupifolia Griseb.[2]
- Jatropha uncinulata Radcl.-Sm.[2]
- Jatropha unicostata Balf. f.[2]
- Jatropha variabilis Radcl.-Sm.[2]
- Jatropha variegata Vahl[2]
- Jatropha variifolia Pax[2]
- Jatropha velutina Pax & K.Hoffm.[2]
- Jatropha vernicosa Brandegee[2]
- Jatropha villosa Wight[2]
- Jatropha weberbaueri Pax & K.Hoffm.[2]
- Jatropha websteri J.Jiménez Ram.[2]
- Jatropha weddeliana Baill.[2]
- Jatropha woodii Kuntze[2]
- Jatropha zeyheri Sond. (Syn.: Jatropha brachyadenia Pax & K.Hoffm., Jatropha zeyheri var. platyphylla Pax, Jatropha zeyheri var. subsimplex Prain): Sie ist im südlichen Afrika verbreitet.[2]

## Nutzung
Die bekannteste Art ist die Purgiernuss (Jatropha curcas): Diese einhäusig getrenntgeschlechtige, etwas sukkulente Pflanze stammt aus der Neotropis und wird weltweit in tropischen Gebieten zur Gewinnung von Biodiesel angepflanzt. Eine relevante Nutzung liegt nur bei der Purgiernuss (Jatropha curcas) vor. Aufgrund ihrer Genügsamkeit kann diese sogar in trockenen Savannengebieten angebaut werden. Trotz der geringen Bedürfnisse produziert die Pflanze Öl: Ihr Samen hat einen Ölanteil von über 85 %, welches darüber hinaus, mit einer Cetanzahl von etwa 60 (Raps hat lediglich etwa 54) eines der effektivsten technisch nutzbaren Pflanzenöle der Welt ist. Der Anbau ist demnach besonders lohnend, nicht nur für die Subsistenzwirtschaft (Ölproduktion für den Eigenbedarf), sondern auch für den Weiterverkauf auf dem internationalen Markt. 2008 lag die weltweite Anbaufläche bei weniger als 1 Million Hektar, etwa 80 % dieser Fläche entfallen dabei auf die asiatischen Länder, insbesondere Indien, China und Indonesien. Aber auch in Südamerika und Afrika erfährt der kommerzielle Jatropha-Anbau einen Boom. Neuen Studien zufolge besteht weltweit ein Anbaupotenzial von zirka 30 Millionen Hektar.
Die sukkulente Jatropha gossypiifolia stammt aus der Neotropis und wird wegen ihrer blutroten Blüten und des rotbraunen Laubes als Zierpflanze genutzt. Jatropha integerrima ist ein aus Mittel- und Südamerika stammender xerophyter Strauch, der wegen seiner fast ganzjährig erscheinenden Blüten als Zierpflanze verwendet wird. Jatropha podagrica ist eine sukkulente, aus Mittelamerika stammende Art mit flaschenförmig verdicktem Stamm und wird als Zimmerpflanze angeboten.